# Platja de Garbet
La platja de Garbet és una platja del municipi de Colera (Alt Empordà) formada per sorres, graves i còdols. Té una amplada de 33 metres i una llargada de 449 metres. Al seu sector central hi ha una duna incipient grimpadora.
Aquesta platja és orientada a l'est i és al fons d'una gran badia, amb el mateix nom: la Badia de Garbet. A l'extrem sud hi ha una roca dins del mar anomenada, com en d'altres llocs, Cavall Bernat.
El 1948 hi va obrir les portes un restaurant, que durant 75 anys va funcionar a peu de platja. El 2018 ja no va donar servei, donat que se li va acabar la concessió. La seva desaparició ha permès renaturalitzar la zona de la plaja.
A la part nord de la platja també hi havia hagut fins a 2009 un càmping, l'espai del qual és avui en dia un aparcament municipal de pagament.
Aquesta platja té encara una estació de ferrocarril, l'Estació de Platja de Garbet, però que actualment no es fa servir. Antigament era utilitzada per banyistes durant els mesos d'estiu.
L'Agència Catalana de l'Aigua efectua un control setmanal de la qualitat de l'aigua, durant la temporada de bany, amb el resultat d'excel·lent.